# Bruce Sterling
Bruce Sterling, född 14 april 1954 i Brownsville, Texas, är en amerikansk science fiction-författare. Han är känd för sina romaner och arbetet med antologin Mirrorshades, som definierade cyberpunk-genren. 1989 definierade han genren slipstream. 2003 utnämndes han till professor vid European Graduate School där han undervisar sommarkurser i media och design.

## Biografi
Sterling brukar tillsammans med William Gibson, Rudy Rucker, John Shirley, Lewis Shiner och Pat Cadigan anses vara en av grundarna av den pessimistiska och dystopiska science fiction-genren cyberpunk som kom till i början av 1980-talet.

### Romaner
Sterlings debutroman, Involution Ocean (1977), skildrar den torra världen Nullaqua där en enda, flera kilometer djup krater innehåller hela planetens atmosfär. Handlingen utspelas på ett skepp som seglar på havet av stoft på kraterns botten; man jagar varelser kallade "dustwhales" som lever under ytan och från vilka den begärliga drogen "flare" kan utvinnas. Det är en science fiction-pastisch på Herman Melvilles Moby Dick.
På 1980-talet skrev Sterling en serie historier som utspelar sig i Shaper/Mechanist-universumet, där solsystemet är koloniserat, med två huvudsakliga krigande sidor. Mechanists använder många datorbaserade mekaniska teknologier medan Shapers sysslar med genmodifiering i stor skala. Situationen blir än mer komplicerad efter kontakt med främmande civilisationer; mänskligheten delar så småningom in sig i flera underarter, med implikationen att många av dessa i praktiken försvinner från galaxen, påminnandes om "The Singularity" i Vernor Vinges verk. Shaper/Mechanist-historierna finns i samlingen Crystal Express och i romanen Schismatrix Plus.

### Andra aktiviteter
Under 1980-talet var Sterling redaktör för Cheap Truth, en serie science fiction-nyhetsbrev, under pseudonymen "Vincent Omniaveritas".
Han har inspirerat två projekt som återfinns på webben:
- The Dead Media Project  – en samling "forskningsanteckningar" om mediateknologier som inte används längre: från inkaimperiets Khipu till Viktorianska "Phenakistoscope" till 1980-talets gamla videospel och hemdatorer.[10]
- The Viridian Design Movement - hans försök att skapa en grön rörelse utan den självgodhet som han tycker att den nuvarande gröna rörelsen har. Han kallade sin föreslagna design-rörelse för "the Viridian movement", för att beteckna dess strävan efter design som var "high tech", stilfull och ekologiskt riktig.[11]

1989 myntade Bruce Sterling genrebegreppet slipstream, för böcker som kombinerar realistiskt berättande med icke-realistiska inslag.
Sterling är i sin hemstad Austin i Texas känd för sin årliga julfest på tomten med digital konst.

### Romaner
- Involution Ocean (1977)
- The Artificial Kid (1980)
- Schismatrix (1985) Översatt: Schismatrix, översatt av Torkel Franzén och med efterord av John-Henri Holmberg, Läsförlaget 2005.
- Islands in the Net (1988)
- The Difference Engine (med William Gibson)
- Heavy Weather (1994)
- Holy Fire (1996)
- Distraction (1998)
- Zeitgeist (2000)
- The Zenith Angle (2004)
- The Caryatids (2009)
- Love Is Strange (2012)
- Pirate Utopia (2016)

### Samlingar
- Mirrorshades: A Cyberpunk Anthology (1986)
- Crystal Express (1989)
- Globalhead (1992)
  - Our Neural Chernobyl
  - Storming the Cosmos
  - The Compassionate, the Digital
  - Jim and Irene
  - The Sword of Damocles
  - The Gulf Wars
  - The Shores of Bohemia
  - The Moral Bullet
  - The Unthinkable
  - We See Things Differently
  - Hollywood Kremlin
  - Are You for 86?
  - Dori Bangs
- A Good Old-fashioned Future (1999)
  - Maneki Neko
  - Big Jelly (med Rudy Rucker)
  - The Littlest Jackal
  - Sacred Cow
  - Deep Eddy
  - Bicycle Repairman
  - Taklamakan
- Visionary in Residence (2006)
- Ascendances: The Best of Bruce Sterling (2007)
- Gothic High-Teck (2012)
  - I Saw the Best Minds of My Generation Destroyed by Google
  - Kiosk
  - The Hypersurface of This Decade
  - White Fungus
  - The Exterminator's Want Ad
  - Esoteric City
  - The Parthenopean Scalpel
  - The Lustration
  - Windsor Executive Solutions (med Chris Nakashima-Brown)
  - A Plain Tale from Our Hills
  - The Interoperation
  - Black Swan

### Ej fiktion
- The Hacker Crackdown: Law and Disorder on the Electronic Frontier (1992; även fritt tillgänglig via Project Gutenberg)
- Tomorrow Now: Envisioning the next fifty years (2002)